# Uniunea Vamală a Uniunii Europene
Uniunea Vamală a Uniunii Europene (EUCU) este o uniune vamală care este formată din toate statele membre ale Uniunii Europene (UE), Monaco și teritoriile britanice de peste mări Akrotiri și Dhekelia. Unele teritorii detașate ale membrilor UE nu participă la uniunea vamală, de obicei ca urmare a separării lor geografice. Pe lângă EUCU, UE este în uniunile vamale cu Andorra, San Marino și Turcia (cu excepții ale anumitor mărfuri), prin acorduri bilaterale separate.
Uniunea vamală este o componentă principală a Uniunii Europene, de la înființarea sa în 1958 Comunitate Economică Europeană. Nu există tarife sau bariere netarifare în calea comerțului dintre membrii uniunii vamale și - spre deosebire de zona de liber schimb - membrii uniunii vamale impun un tarif extern comun tuturor mărfurilor care intră în uniune.
Comisia Europeană negociază pentru și în numele Uniunii, în ansamblu, în tranzacții comerciale internaționale (cum ar fi cea cu Canada și cu multe altele), mai degrabă decât fiecare stat membru negociază individual. De asemenea, reprezintă Uniunea în Organizația Mondială a Comerțului și orice litigiu comercial mediat prin aceasta.
După retragerea Regatului Unit din Uniunea Europeană în 2020, Regatul Unit s-a retras din uniunea vamală a UE la 1 ianuarie 2021.

## Legături externe
- TARIC database enquiry system, gives current tariff rates applicable by exporting country and season  –  European Commission: Communication and Information Resource Centre for Administrations, Businesses and Citizens.
- TARIC and Quota Data & Information: user guides for the TARIC database  above  –  European Commission: Communication and Information Resource Centre for Administrations, Businesses and Citizens.
- Turkey border gridlock hints at pain to come for Brexit Britain Financial Times, February 16, 2017